# Friedrich zu Dohna-Schlobitten
Friedrich Karl Emil comte de Dohna-Schlobitten (né le 4 mars 1784 à Schlobitten et mort le 21 février 1859 à Berlin) est un maréchal prussien.

## Biographie

### Origine
Friedrich Karl Emil est le fils de Friedrich Alexander burgrave et comte de Dohna-Schlobitten (1741-1810) et de sa femme Luise Amalie Caroline, née comtesse Finck von Finckenstein (1746-1825). Elle est la fille de Friedrich Ludwig Finck von Finckenstein. Son père est grand maréchal du royaume de Prusse, chevalier de l'ordre de Saint-Jean et seigneur de Schlobitten et Prökelwitz. Ses frères et sœurs comprennent également le ministre prussien de l'Intérieur et homme d'État Alexander zu Dohna.

### Carrière militaire
Dohna-Schlobitten est engagé le 6 octobre 1793 comme Junker dans le régiment de hussards "von Suter" de l'armée prussienne. Il rejoint ensuite le 23 mars 1798 comme enseigne au régiment de dragons "von Werther (de)" et est promu le 7 juin 1800 au rang de sous-lieutenant. Au moment des réformes prussiennes, il est un confident du général Gerhard von Scharnhorst. En 1812, en tant que Major du tsar russe, il est responsable de l'établissement de la convention de Tauroggen et commande, lors des guerres napoléoniennes, le 2e régiment de hussards de la légion russo-allemande. Avec ce régiment, il combat en 1813/15 à Vellahn, Schlagsdorf, Klavensick, Rossy, Namur, Saint-Denis, La Villette, le blocus de Rendsburg et Anvers et dans les batailles de Ligny et Waterloo. Pour ses actions lors de la bataille de Wavre, Dohna-Schlobitten reçoit la croix de fer de 2e classe.

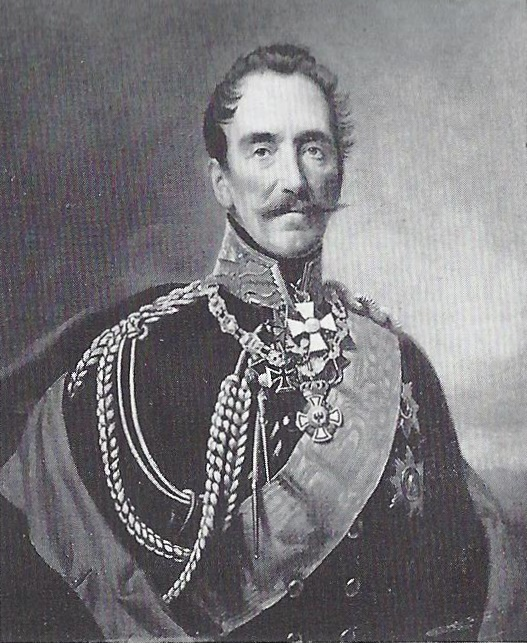
Friedrich comte de Dohna-Schlobitten

Après la défaite de Napoléon, il retourne au service prussien et est nommé le 29 mars 1815 commandant du 8e régiment d'uhlans. Il dirige ce régiment jusqu'à sa nomination en tant que commandant de la 14e brigade de cavalerie le 3 avril 1820. C'est dans cette position qu'il est promu major général le 30 mars 1822. En tant que tel, Dohna-Schlobitten est chargé le 30 mars 1832 du commandement de la 16e division d'infanterie et est nommé deux ans plus tard commandant de division. Trois ans plus tard, il est promu lieutenant général.
En 1839, il devient général commandant du 2e corps d'armée à Stettin et en 1842 commandant général du 1er corps d'armée à Königsberg. En tant que tel, il réprime rapidement et de manière décisive les troubles révolutionnaires en 1848/49. Lors de son départ du service actif le 14 mars 1854, il reçoit le caractère de maréchal. Il reçoit également une pension annuelle de 3 000 thalers. Le roi Frédéric-Guillaume IV le nomme également colonel chamberlain à sa cour.
Il repose avec sa femme dans le lieu de sépulture de la famille von Scharnhorst au cimetière des Invalides à Berlin.

### Honneurs
Au service prussien, son nom est associé aux uhlans. Depuis le 16 septembre 1845, Dohna-Schlobitten était chef du 8e régiment d'uhlans. À partir de 1889 et jusqu'à sa dissolution, le régiment porte en son honneur le nom de 8e régiment d'uhlans « comte de Dohna » (régiment d'uhlans prussien-oriental).
En 1850, la tour érigée à l'ouest de la Porte du jardin de roses (de) à Königsberg est baptisée "Tour Dohna (de)" en son honneur.
Dohna-Schlobitten est chevalier et chancelier de l'Ordre de l'Aigle noir. Il reçoit également de nombreuses hautes commandes et décorations :
- Pour le Mérite avec couronne
  - Pour le Mérite le 18 juillet 1807
  - couronne le 13 janvier 1857
- Ordre de l'Aigle rouge de 1re classe avec feuilles de chêne le 18 janvier 1839
- Ordre d'Alexandre Nevski du 13 juin 1850
- Grand commandeur de l'Ordre de la Maison Royale de Hohenzollern en 1851
- Ordre de Saint-André le 26 juin 1856

### Famille
Dohna-Schlobitten se marie le 10 novembre 1809 au château de Finckenstein avec Julie von Scharnhorst (1788-1827), fille du lieutenant-général Gerhard von Scharnhorst et de son épouse Klara, née Schmalz. Le couple a les enfants suivants :
- Friedrich Adalbert (1811–1877), conseiller de la chambre privée  marié le 24 août 1865 avec Charlotte Wahl (1834-1909)
- Balduin Friedrich (1813–1843), évaluateur du gouvernement
- Magdalene Juliana (1817-1894), chanoinesse du monastère du Saint-Sépulcre à Prignitz
- Siegmar (1818-1909), lieutenant général prussien
- Clara Juliane (1818–1862) mariée avec Rudolph von Chaumontet (1815–1861), colonel prussien
- Lothar Friedrich Helvetius (1824-1906), colonel prussien